# 파울리나 루비오
파울리나 루비오(Paulina Rubio, 1971년 6월 17일 ~ )는 멕시코의 가수, 배우이다.

## 음반 목록

### 정규 앨범
- La Chica Dorada (1992)
- 24 Kilates (1993)
- El Tiempo Es Oro (1995)
- Planeta Paulina (1996)
- Paulina (2000)
- Border Girl (2002)
- Pau-Latina (2004)
- Ananda (2006)
- Gran City Pop (2009)
- Brava! (2011)

## 같이 보기
- 대중음악의 별명 목록
- 멕시코의 음악
- 라틴 팝